# Ferdinando Gasparini
Ferdinando Gasparini (Venezia, 17 settembre 1969) è un ex calciatore italiano, di ruolo attaccante.

## Carriera
Originario di Murano, ha iniziato a giocare nelle giovanili del Venezia. Nel 1984, nell'ambito dell'operazione che portò Francesco Guidolin in laguna, si trasferì nel Verona esordiendo poi in Serie A il 19 ottobre 1986 a 17 anni. A Verona rimase tre stagioni giocando in totale 22 gare di campionato, per lo più spezzoni, 12 in coppa Italia e 1 in coppa Uefa, segnando 3 reti in Coppa Italia.
Trasferitosi al Modena nel 1989, vi rimase fino al novembre 1990 quando si trasferì al Vicenza. Con i biancorossi giocò per parecchie stagioni, contribuendo alla doppia promozione dalla Serie C1 alla A, pur giocando poco in questa categoria (5 presenze nella stagione 1995-1996), dato in prestito a novembre alla Fidelis Andria militante in Serie B.
Successivamente milita per un anno Serie B al Ravenna per poi trasferirsi l'anno seguente in Serie C1 all'Alessandria, con cui retrocede e comincerà anche il successivo campionato di Serie C2, che conclude poi al Trapani. L'anno seguente sarà l'ultimo da professionista, con 18 presenze e 1 goal nel Novara in C2.
Ha chiuso la carriera nelle serie minori. 
In carriera ha collezionato complessivamente 27 presenze in Serie A nelle file di Verona e Vicenza, e 108 presenze e 14 reti in Serie B con le maglie di Modena, Vicenza, Fidelis Andria e Ravenna.

## Palmarès
- Campionato italiano Serie C1: 1

Modena: 1989-1990 (girone A)